# Jordi Iparraguirre i Vilarrasa
Jordi Iparraguirre i Vilarrasa (Huelva, 1967) és enginyer en informàtica llicenciat per la Universitat Autònoma de Barcelona (UAB), màster en Administració d'Empreses per ESADE, i màster en Societat de la Informació i del Coneixement per la UOC/IN3.
Ha treballat a Hewlett Packard (1993-2006) en diferents països i posicions tècniques i de direcció. El 2006 va fitxar per la Fundació PuntCat com a director d'operacions durant el sunrise (període de llançament) del domini .CAT i, posteriorment, director de l'organisme (2006-2013).
Actualment és consultor d'estratègia a Internet i proveïdor d'eines d'anàlisi, business intelligence i desenvolupament de negoci per a dominis de primer nivell (TLDs). En l'àmbit del voluntariat, presideix el Capítol Català de la Internet Society (ISOC-CAT) i és vicedegà d'Internet del Col·legi d'Enginyeria Informàtica de Catalunya. És membre del Consell d'EURALO, grup d'ICANN que agrupa les entitats europees d'usuaris d'Internet, i el 2013 va ser escollit pel comité de selecció d'ICANN com a membre del Consell del ccNSO, el grup d'ICANN que agrupa als dominis estatals i territorials. Membre del comitè de l'AtLarge, grup d'ICANN que selecciona els candidats al board d'ICANN en representació dels usuaris.